# 青瓦台事件
青瓦台事件（又称一·二一事件、金新朝事件）是指在1968年1月21日，31名北韓的特种部队人员越过军事分界线，企图入侵韓國青瓦台行刺韓國總統朴正熙的事件。

## 事件经过
1968年1月13日，朝鲜民族保衛省侦察局124部队，得到朝鲜人民军侦察局局长金正泰的「袭击青瓦台，暗杀主要政府人士」指令。31名124部队人员伪装成大韓民國國軍军人，在1月18日午夜越过军事分界线，成功潜入韓國首尔，但经过清云洞时被韩国警察識破身份（他们穿着黑色胶鞋，韩国國軍从未配发，反倒是朝鲜人民軍军人穿着此鞋）。124部队人员向警察丟擲手榴彈，用機槍扫射。有辆公車驶入该路段时遭到手榴彈的攻击，使车内多人死伤。韩国军警宣布紧急警戒状态后向现场派兵，在现场逮捕124部队人员金新朝，并射杀5名124部队人员。韩国军方搜索其余124部队人员的行踪，并在此过程中射杀24名124部队人员。直到1月31日，整个行动结束。韩国军方认为，最後1名124部队人员已逃往朝鲜。
在此事件中，有30名普通民眾中槍身亡，另有若干民眾負傷，在现场指挥的钟路警察署署长崔圭植殉职。金新朝向警方投降，事件結束後留在韩国，并在首尔浸礼会神学校学习后成为一名牧师。生还者中仅朴在京成功逃回朝鲜。

## 影响
虽然这次事件以「未遂」结束，但朴正熙以“兩韩局势进入紧张状态”为理由宣布“国家安保优先主义”，成了镇压工会和韩国民主运动的主要依据，韩国政府亦以此为由（再加上韩国自身财政问题）放弃1970年亚洲运动会的主办权（最终由主办上一届亚运会的泰国曼谷接办）。而此事件促成韩国军方创立乡土预备军的契机。
韓國方面为了报复，组建特种部队「684部隊」企圖暗杀金日成。但是684部隊组建不久之後，兩方局势便漸趨缓和，暗杀计划隨後中止；684部隊人員之待遇與處境隨之惡化，甚至有生命威脅。684部隊人員為抗議當局政策，在殺害看管他們的教官群後，在京畿道郊區劫持一輛公車企圖至首都向總統陳情，但在途中遭遇大批軍警圍堵，交火後不敵，全員引爆手榴彈自盡。

## 逸闻
1972年7月4日，韓國與北韓签署《南北共同聲明》，金日成会见了当时为签署宣言而访问朝鲜的韓國代表李厚洛（时任韩国中央情报部部长）。金日成声称，青瓦台事件是军方的“极端主义者”所为，他根本“毫不知情”。